# Ostatnia dolina
Ostatnia dolina (ang. The Last Valley) – amerykańsko-brytyjski film historyczny z 1970 roku w reżyserii Jamesa Clavella, zrealizowany na podstawie powieści J.B. Picka. Zdjęcia kręcono w austriackim Tyrolu.

## Fabuła
Wojna trzydziestoletnia. Niemiecki najemnik nazywany „Kapitan” dowodzi swoją kompanią, która walczy dla każdego, kto im zapłaci, niezależnie od religii. Jego żołnierze plądrują okolicę, gwałcąc i rabując, gdy nie walczą. Podczas kampanii spotykają Vogla, byłego nauczyciela, który próbuje przetrwać walki i wynikający z nich chaos w południowo-środkowych Niemczech. Vogel ucieka przed oddziałami Kapitana i w końcu trafia do idyllicznej górskiej doliny, nietkniętej wojną. Vogel przekonuje Kapitana, by zachował wioskę, aby mogła dać schronienie grupie przez nadchodzącą zimę, podczas gdy świat zewnętrzny zmaga się z głodem, zarazą i zniszczeniami wojennymi. Kapitan zgadza się, ale bez ostrzeżenia zabija Korskiego, jednego ze swoich ludzi, gdy ten sprzeciwia się pomysłowi dezercji. Miejscowy sołtys, Gruber, poddaje się, po uzyskaniu najlepszych możliwych warunków.
Miejscowy ksiądz katolicki jest wściekły, że wśród najemników jest wielu protestantów (i nihilistycznych ateistów), ale nie może nic zrobić, by przekonać Kapitana. Kapitan zabija kilku członków swojej bandy, którzy sprzeciwiają się jego woli, by dotrzymać przysięgi o zniesieniu podziałów religijnych. Gdzie indziej mieszkańcy godzą się na swój los. Kapitan i Gruber zgadzają się mianować Vogla sędzią, który będzie rozstrzygał spory między mieszkańcami wioski a żołnierzami. Dopóki zapewnione jest jedzenie, schronienie i niewielka liczba kobiet, najemnicy zostawiają miejscowych w spokoju.
Kapitan zabiera żonę Grubera, Ericę, dla siebie. Hansen próbuje zgwałcić dziewczynę. Kiedy Vogel go zatrzymuje, on i dwóch innych próbuje, lecz bezskutecznie, zabić Kapitana. Uciekają, ale wracają z większą bandą najemników, zanim zima zamknie dolinę dla obcych. Kapitan jednak to przewidział i Hansen i jego banda zostają zniszczeni. Od pierwszego handlarza, który wiosną przybył do doliny, Kapitan dowiaduje się o wielkiej kampanii wojskowej w Górnej Nadrenii i postanawia szukać pracy u Bernarda Saksonii-Weimaru. Vogel chce mu towarzyszyć, obawiając się, że Gruber każe go zabić po odejściu Kapitana. Kapitan jednak nakazuje Voglowi zostać pod warunkiem, że nie splądruje wioski, pozostawiając Geddesa i Pirelliego jako strażników.
Po odejściu Kapitana ksiądz przyłapuje Erykę na modlitwie do Szatana o bezpieczeństwo Kapitana. Ksiądz każe ją torturować i skazać na spalenie na stosie. Vogel pyta księdza, dlaczego to zrobił, skoro się wyspowiadała, a ksiądz odpowiada, że chciał wypędzić z niej Szatana: „Jest naprawdę zbawiona”. Aby oszczędzić jej dalszego cierpienia, Vogel zgłasza się na ochotnika, by ją związać, aby móc potajemnie zasztyletować ją tuż przed spaleniem jej ciała. Rozwścieczony Geddes wpycha księdza w ogień i trzyma go tam, zabijając ich oboje. Tymczasem Kapitan i jego ludzie walczą w nocnym ataku na ufortyfikowane miasto. Wraca do doliny z jedynym ocalałym z bandy. Vogel próbuje go ostrzec, ale Kapitan wpada w zasadzkę zastawioną przez Grubera. Kapitan jednak umiera z powodu odniesionych ran, więc nie dochodzi do walki. Mówi Vogelowi: „Miałeś rację. Ja się myliłem”. Inge, młoda kobieta zakochana w Voglu, chce z nim odejść, ale on każe jej zostać i odchodzi sam.

## Obsada
- Michael Caine – Kapitan
- Omar Sharif – Vogel
- Florinda Bolkan – Erica
- Nigel Davenport – Gruber
- Per Oscarsson – ojciec Sebastian
- Arthur O’Connell – Hoffman
- Madeleine Hinde – Inge
- Jorgos Wojadzis – Pirelli
- Miguel Alejandro – Julio
- Christian Roberts – Andreas
- Brian Blessed – Korski
- Ian Hogg – hrabia
- Michael Gothard – Hansen
- George Innes – Vornez